# Хутір (Сумський район)
Ху́тір (до 2024 року — Пе́рше Тра́вня) —  село в Україні, у Миколаївській селищній громаді Сумського району Сумської області. Населення становить 12 осіб. До 2016 орган місцевого самоврядування - Марківська сільська рада.

## Географія
Село Хутір розташоване біля витоків річки Сула, нижче за течією на відстані 2 км розташоване село Марківка.
До села примикає содовий масив.

## Історія
- Село постраждало внаслідок геноциду українського народу, проведеного урядом СССР 1923-1933 та 1946-1947 роках[джерело?].
- 12 червня 2020 року, відповідно до розпорядження Кабінету Міністрів України № 723-р «Про визначення адміністративних центрів та затвердження територій територіальних громад Сумської області», село увійшло до складу Миколаївської селищної громади[1].
- 19 липня 2020 року, в результаті адміністративно-територіальної реформи та ліквідації Білопільського району, село увійшло до складу новоутвореного Сумського району[2].
- 19 вересня 2024 року Верховна Рада підтримала перейменування села Перше Травня на Хутір. 26 вересня 2024 року перейменування набуло чинності.[3]

#### Російське вторгнення в Україну (з 2022)
- 26 серпня 2024 року російські загарбники продовжували обстрілювати прикордонні території Сумської області. Зокрема в селі зафіксовано 1 вибух, ймовірно КАБ[4].м

## Економіка
- Пасіка.